# الداخلة (الرياض)
يطلق اسم الداخلة على مواضع عدة في أماكن متفرقة، والداخلة هنا بلدة في إقليم سدير.الداخلة بلد قديمة في نجد بفرعة وادي الدهناء قبل حكم حامية الدولة العثمانية في نجد والحجاز.

## موقع الداخلة
يقع إقليم سدير شمال مدينة الرياض، والمسافة بين الداخلة ومدينة الرياض 175 كم ولها مفرق من طريق (الرياض - سدير - القصيم) السريع وهو مفرق كل من (روضة سدير - حوطة سدير - التويم - الداخلة - الحصون - المعشبة) وتقع الداخلة بين خطي الطول 45 و 46 وخطي عرض 25 و 26 ويحدها شمالاً التويم وجنوباً روضة سدير والفاصل بينهما مجرى السيل (الوضيمة) وطريق أبا القصب وشرقاً الحصون وغرباً روضة سدير.

## حوادث تاريخية متعلقة بالداخلة
الداخلة بلدة له تاريخ عريق ويتصل تاريخها بتاريخ أهلها النواصر من بني عمرو بني تميم. والنواصر (أولاد ناصر) أشتهروا بالكرم والشجاعة والدين والسياسة وحماية المستجير ولهم في هذا قصص معروفة في ناحية سدير ومن المعروف أنهم نزلوا الداخلة بسدير والفرعة بالوشم والمذنب بالقصيم وتفرقوا في نجد بعد نزوحهم ونزولهم من موطنهم الاصلي بلاد قفار في منطقة حائل وقال مؤرخ نجد أبن بشر عن حوادث سنة1092هـ قتل الأمير محمد بن بحر الناصري التميمي صاحب الداخلة في المنيزلة اما ابن عيسى فاختلفت عبارته حيث قال عن حوادث تلك السنة وفيها قتل الأمير محمد بن بحر الناصري التميمي في بلد الداخلة في سدير.
وقال عن حوادث سنة 1170هـ سار عبد العزيز والمقصود به هنا عبد العزيز الأول وهو عبد العزيز بن محمد بن سعود بمن معه من المسلمين وقصد ناحية سدير واناخ في سدير وارسل إلى قضاتهم وهم إبراهيم بن حمد المنقور قاضي الحوطة وحمد بن غنام قاضي الروضة ومحمد بن عضيب قاضي الداخلة.
وقال عن حوادث سنة 1196هـ ومنها الحرب بين أتباع الدعوة السلفية وبين بعض بلدان سدير وكانت الداخلة في تلك الحرب ملجأ لجنود المسلمين وارسل لهم منصور بن حمد بن عسكر رئيس بلدة الفرعة 20 رجلاً، وهذا الخبر صريح في أن الداخلة كانت قاعدة من قواعد مناصرة الدعوة السلفية في سدير، وقال الشيخ حسين بن غنام التميمي عن حوادث سنة 1196هـ أيضاً (ثم نهضوا - يعني سعدون بن عريعر بن دجين وجنوده إلى أهل الداخلة وكان فيها محمد بن غشيان ومعه جماعة من الفرسان أهل النجدة فخرج مع جماعته للقاء المعتدين ونازلهم وردهم على اعقابهم مدحورين بعد أن قتل منهم رجالاً أغلبهم من أعيانهم وثبتت بلدان سدير.
وفي سنة 1236هـ أصبح إقليم سدير مرتعاً للقتال والوقعات والسلب والقتل بين بعضهم البعض وهذا يدل على حالة الفوضى وانعدام الأمن التي وقعت في سدير بعد سقوط الدولة السعودية الأولى، وذكر المؤرخ ابن بشر في سنة 1318هـ حين عاد الملك عبد العزيز إلى نجد عن طريق الكويت كانت أول وقعة له في نجد في بلدة الداخلة على قبيلة قحطان وانتصر فيها قبل فتح الرياض. وقد اشار إلى ذلك الشاعر سليمان بن علي بن مشاري الناصري التميمي في قصيدته التي تبلغ 250 بيتاً في رثاء ابنه الأكبر عبد الرحمن الذي مات في صبيا مع الكتيبة وهي متجهه إلى بلاد اليمن وهو يخاطب الملك عبد العزيز رحمهما الله جميعاً: